# Vandalia (Ohio)
Vandalia è una città degli Stati Uniti d'America in Ohio (contea di Montgomery).
Vandalia fa parte dell'area metropolitana di Dayton.

## Amministrazione

### Gemellaggi
- Lichtenfels
- Prestwick